# آنا بيورن
آنا بيورن هي عارضة وممثلة آيسلندية، ولدت في 1955.

## وصلات خارجية
- آنا بيورن على موقع IMDb (الإنجليزية)
- آنا بيورن على موقع قاعدة بيانات الفيلم (الإنجليزية)